# Artificio de Juanelo

Esquema del artificio de Juanelo

El conocido como artificio de Juanelo fue una máquina hidráulica diseñada en el siglo XVI por el ingeniero italiano naturalizado español  Juanelo Turriano para llevar agua del río Tajo a la ciudad de Toledo, salvando un desnivel de más de 100 metros. Fue uno de los grandes inventos del Renacimiento y alcanzó gran popularidad nacional e internacional, siendo mencionado por muchos escritores del Siglo de Oro en sus obras. Hasta aquella obra solo se había conseguido subir agua a 40 metros con un tornillo de Arquímedes en Augsburgo.

## Historia del suministro de agua
En la Hispania romana el agua del río Tajo llegaba a Toledo con un sistema de acueducto-sifón, que se valía del principio de Pascal y de los vasos comunicantes, haciendo circular el agua por dentro de una cañería en un tramo descendente y luego uno ascendente, pero situando en medio un tramo llano para evitar tanta presión en la tubería. Tras esto, el agua se almacenaba en un sistema de depósitos conocido como Cueva de Hércules. En el siglo XVI, de dicho acueducto tan solo quedaban ruinas debido al abandono de la ciudad durante la Edad Media. En dicha etapa, los musulmanes habían construido una noria gigante para llevar agua, pero tampoco se disponía de ella en el siglo XVI y el agua era llevada a lomos de burros desde el Tajo, por un desnivel de casi 100 metros. Se habían sucedido intentos de ingeniería para traer el agua de otra forma, pero todos habían fracasado.

## El primer artificio

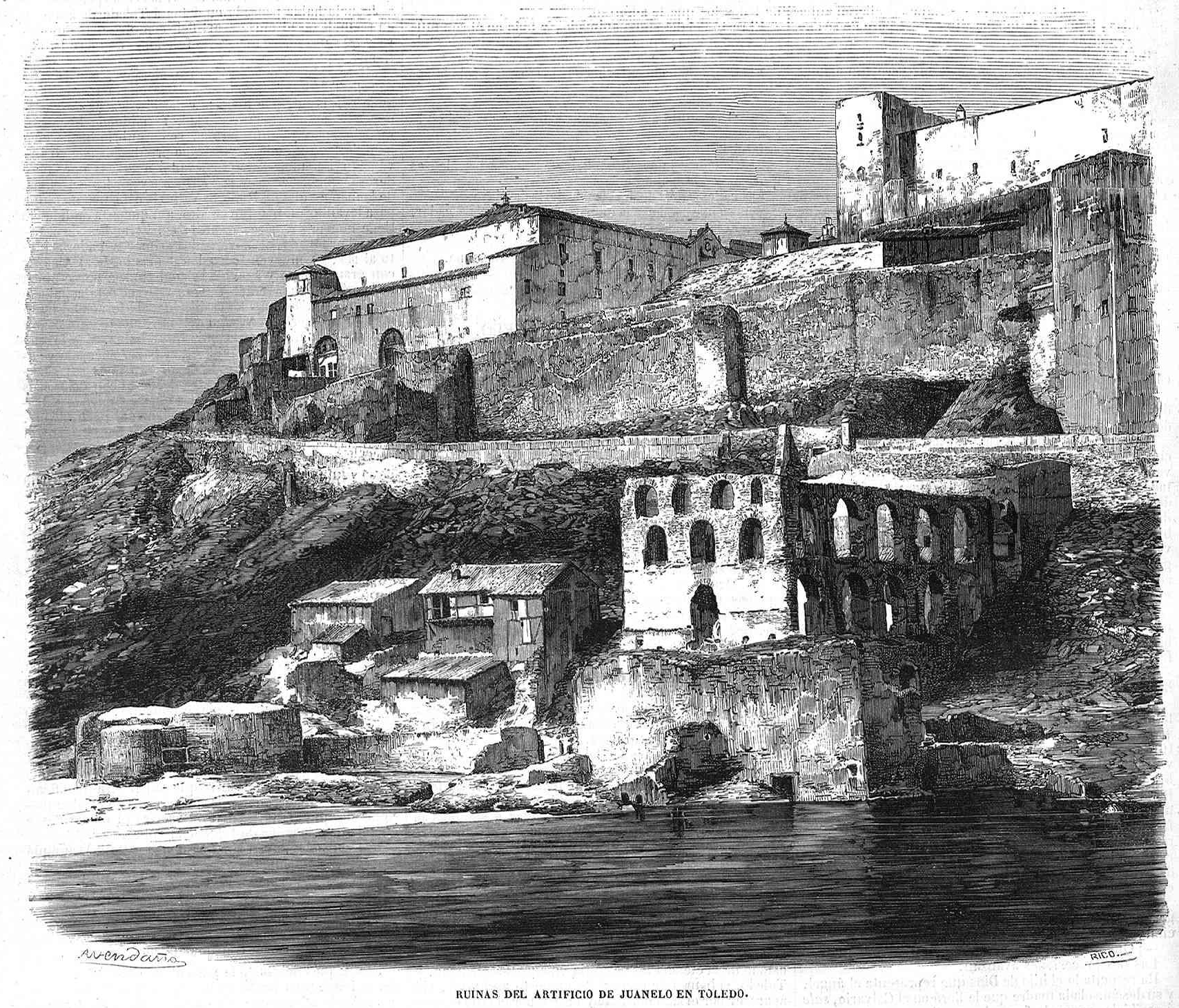
Ruinas del artificio de Juanelo, grabado publicado en 1858 en El Museo Universal.

Alrededor de 1530, el ingeniero italiano Turriano se muda a Toledo y recibe el desafío del noble Alfonso de Ávalos para realizar dicha empresa, aunque el proyecto quedó aparcado y los burros continuaron haciendo su trabajo, hasta que en 1565  Felipe II llega a un acuerdo con la ciudad para que se contrate al ingeniero para solventar el problema, con un salario de 8000 ducados del rey y con una renta de 1900 ducados de la ciudad para él y sus sucesores. Turriano terminó el ingenio en 4 años, y subía de manera eficiente agua a la ciudad gracias a un sistema hidráulico complejo donde intervenían palas y ruedas. La primera subida de agua tuvo lugar el 23 de febrero de 1569 y suministraba a la ciudad 14.100 litros de agua al día, que era una vez y media lo pactado. Sin embargo, la ciudad no quiso pagar, debido a que el agua se almacenaba en el alcázar de Toledo y, por tanto, era para uso del rey y no de la ciudad.

## El segundo artificio
Turriano propuso a la ciudad la construcción de un segundo artificio, y se reservó derechos para su explotación. La obra fue completada en 1581 y, aunque sí cobró, no pudo hacer frente a los costes de mantenimiento de la estructura, y tuvo que acabar cediendo su control a la ciudad.

## Reproducción
En 1992 el artilugio fue reproducido para la Exposición Universal de 1992 Sevilla, como una de las atracciones en la Isla de la Cartuja. Tras terminar la exposición fue desmantelado.